# كيرا هيرلي
كيرا هيرلي هي لاعبة هوكي الجليد كندية، ولدت في 3 يناير 1985 في تورونتو في كندا.

## وصلات خارجية
- كيرا هيرلي على موقع EliteProspects.com (الإنجليزية)